# Martinet à gorge blanche
Aeronautes saxatalis
Espèce
Statut de conservation UICN

 LC  : Préoccupation mineure
Le Martinet à gorge blanche (Aeronautes saxatalis) est une espèce d'oiseau de la famille des Apodidae.

## Répartition

Carte de répartition
Aire de nidification
Présent à l'année

Cet oiseau vit en Amérique du Nord et en Amérique Centrale (États-Unis, Canada, Belize, El Salvador, Guatemala, Honduras, Mexique).

## Sous-espèces
D'après Alan P. Peterson, cette espèce est constituée des sous-espèces suivantes :
- Aeronautes saxatalis nigrior Dickey & Van Rossem 1928 ;
- Aeronautes saxatalis saxatalis (Woodhouse) 1853.

### Référence taxonomiques
- (en) Congrès ornithologique international : Aeronautes saxatalis dans l'ordre Apodiformes (consulté le 26 mai 2015)
- (fr + en)  Avibase : Aeronautes saxatalis (+ répartition) (consulté le 1er juillet 2015)
- (en) Zoonomen Nomenclature Resource (Alan P. Peterson) : Aeronautes saxatalis  dans Apodiformes
- (en) Catalogue of Life : Aeronautes saxatalis (Woodhouse, 1853) (consulté le 16 décembre 2020)
- (fr + en) ITIS : Aeronautes saxatalis (Woodhouse, 1853)
- (en) Animal Diversity Web : Aeronautes saxatalis
- (en) NCBI : Aeronautes saxatalis (taxons inclus)